# Division I (Schach) 1982/83
Die Saison 1982/83 war die 14. Spielzeit der Allsvenskan im Schach. 

## Division I Norra
In der Nord-Staffel konnte sich der Aufsteiger Vällingby Schacksällskap überlegen durchsetzen. Der zweite Platz war hingegen hart umkämpft. Es waren nicht nur Upsala ASS, der Vorjahresmeister SK Rockaden Stockholm und die Solna Schacksällskap nach Mannschaftspunkten gleichauf, Upsala und Rockaden hatten sogar die gleiche Anzahl an Brettpunkten erspielt. Da der direkte Vergleich 4:4 endete, entschied die Brettpunktausbeute an den ersten vier Brettern knapp zugunsten von Upsala. Aus der Division II war neben Vällingby der Västerås ASK aufgestiegen. Auch dieser erreichte den Klassenerhalt, absteigen mussten hingegen der SK SASS (im Vorjahr noch Teilnehmer am Finalturnier) und die Luleå Schacksällskap.

### Abschlusstabelle
| Pl. | Verein                       | Sp | G | U | V | MP   | Brett-P.  |
| --- | ---------------------------- | -- | - | - | - | ---- | --------- |
| 01. | Vällingby Schacksällskap (N) | 7  | 7 | 0 | 0 | 14:0 | 38,0:18,0 |
| 02. | Upsala ASS                   | 7  | 4 | 1 | 2 | 9:5  | 31,5:24,5 |
| 03. | SK Rockaden Stockholm (M, V) | 7  | 4 | 1 | 2 | 9:5  | 31,5:24,5 |
| 04. | Solna Schacksällskap         | 7  | 4 | 1 | 2 | 9:5  | 28,5:27,5 |
| 05. | Wasa SK                      | 7  | 2 | 1 | 4 | 5:9  | 27,5:28,5 |
| 06. | Västerås ASK (N)             | 7  | 2 | 1 | 4 | 5:9  | 24,5:31,5 |
| 07. | SK SASS                      | 7  | 1 | 1 | 5 | 3:11 | 24,0:32,0 |
| 08. | Luleå Schacksällskap         | 7  | 1 | 0 | 6 | 2:12 | 19,0:37,0 |

### Entscheidungen
|     | Teilnehmer am Finalturnier: Vällingby Schacksällskap, Upsala ASS |
|     | Absteiger in die Division II: SK SASS, Luleå Schacksällskap      |
| (M) | Meister der letzten Saison                                       |
| (V) | Staffelsieger der letzten Saison                                 |
| (N) | Aufsteiger der letzten Saison                                    |

## Division I Södra
In der Süd-Staffel konnten sich die Jönköpings Schacksällskap und der Limhamns SK knapp vor Åstorps Schacksällskap und dem Aufsteiger Schacksällskap Allians Skänninge für das Finalturnier qualifizieren. Aus der Division II war neben Skänninge die Helsingborgs Schacksällskap aufgestiegen, welche zusammen mit dem Vorjahressieger Lundby Schacksällskap direkt wieder abstieg.

### Abschlusstabelle
| Pl. | Verein                               | Sp | G | U | V | MP   | Brett-P.  |
| --- | ------------------------------------ | -- | - | - | - | ---- | --------- |
| 01. | Jönköpings Schacksällskap            | 7  | 5 | 1 | 1 | 11:3 | 33,0:23,0 |
| 02. | Limhamns SK                          | 7  | 4 | 2 | 1 | 10:4 | 31,0:25,0 |
| 03. | Åstorps Schacksällskap               | 7  | 4 | 1 | 2 | 9:5  | 33,5:22,5 |
| 04. | Schacksällskap Allians Skänninge (N) | 7  | 4 | 1 | 2 | 9:5  | 30,0:26,0 |
| 05. | SK Kamraterna                        | 7  | 2 | 3 | 2 | 7:7  | 28,5:27,5 |
| 06. | Schacksällskapet Manhem              | 7  | 2 | 2 | 3 | 6:8  | 26,5:29,5 |
| 07. | Lundby Schacksällskap (V)            | 7  | 1 | 1 | 5 | 3:11 | 23,0:33,0 |
| 08. | Helsingborgs Schacksällskap (N)      | 7  | 0 | 1 | 6 | 1:13 | 18,5:37,5 |

### Entscheidungen
|     | Teilnehmer am Finalturnier: Jönköpings Schacksällskap, Limhamns SK               |
|     | Absteiger in die Division II: Lundby Schacksällskap, Helsingborgs Schacksällskap |
| (V) | Staffelsieger der letzten Saison                                                 |
| (N) | Aufsteiger der letzten Saison                                                    |

## Finalturnier
Das Finalturnier fand vom 15. bis 17. April in Västerås statt. Nachdem der Limhamns SK die ersten beiden Runden gewonnen hatte, reichte ihm bereits ein 4:4 gegen den Tabellenletzten Vällingby Schacksällskap zum Gewinn der schwedischen Mannschaftsmeisterschaft.

### Abschlusstabelle
| Pl. | Verein                    | Sp | G | U | V | MP  | Brett-P.  |
| --- | ------------------------- | -- | - | - | - | --- | --------- |
| 01. | Limhamns SK               | 3  | 2 | 1 | 0 | 5:1 | 15,0:9,0  |
| 02. | Jönköpings Schacksällskap | 3  | 2 | 0 | 1 | 4:2 | 13,0:11,0 |
| 03. | Upsala ASS                | 3  | 1 | 0 | 2 | 2:4 | 9,0:15,0  |
| 04. | Vällingby Schacksällskap  | 3  | 0 | 1 | 2 | 1:5 | 11,0:13,0 |

### Entscheidungen
|  | Schwedischer Mannschaftsmeister: Limhamns SK |

### Kreuztabelle
| Ergebnisse | Ergebnisse                | 01. | 02. | 03. | 04. |
| ---------- | ------------------------- | --- | --- | --- | --- |
| 01.        | Limhamns SK               |     | 4½  | 6½  | 4   |
| 02.        | Jönköpings Schacksällskap | 3½  |     | 5   | 4½  |
| 03.        | Upsala ASS                | 1½  | 3   |     | 4½  |
| 04.        | Vällingby Schacksällskap  | 4   | 3½  | 3½  |     |

## Die Meistermannschaft
| 1.            | Limhamns SK |
| Schachfiguren | Thomas Ernst, Bogdan Pietrusiak, Stellan Brynell, Gunnar Finnlaugsson, Conny Holst, Ferdinand Hellers, Tommy Nurmi, Ronny Kirppo, Peter Qvick. |